# せとうち Life&Biz
『せとうち Life&Biz』（せとうち ライフ・ビズ）は、2007年7月7日から2009年12月27日までテレビせとうちで放送された経済ニュース番組。タイトルに&（アンド）が付いているが、読まないのが正式。また、地上デジタル放送のEPGでは「せとうちライフ&ビズ」と表記されていた。

## 概要
2007年6月まで放送されていた『TSCザニュースファイル』と『せとうち経済ウィークリー』の2番組を統合する形でスタート。前者がコンセプトにしていた「くらし」の部分と、後者がコンセプトにしていた「経済」の部分を中心とする内容で、これらを分かりやすくタイムリーに伝えることをコンセプトにしていた。映像はハイビジョン制作。初期においては生放送だったが、のちに前身番組群と同様に録画放送へと移行した。2008年1月1日には、新春1時間スペシャルとして9:55 - 10:55の1時間枠で放送された。
番組は2009年12月27日放送分をもって終了。

## 放送時間
- 毎週土曜 9:00 - 9:40 （2007年7月 - 2009年9月）
- 毎週土曜 9:00 - 9:30 （2009年10月 - 2009年12月） - 放送枠が10分縮小。

## 出演者

### キャスター
- 有信由美子（テレビせとうち本社報道部記者）
- 浅井批文（テレビせとうちアナウンサー、2007年7月 - 2008年3月）
- 西野友子（テレビせとうちアナウンサー、2008年4月 - 2009年2月）
- 舩岳美希（フリーアナウンサー、2009年3月 - 2009年12月）

### コメンテーター
週替わりで出演。
- 蒲和重（岡山商科大学商学部会計学科准教授）
- 池田武彦（おかやま経済（山陽新聞グループの地元経済誌）代表取締役社長）
- ほか

## 主なコーナー
生放送を行っていた当時は気象情報コーナーもあった。
- けいざい最前線
- ベターライフ
- 経済ナビ
- 土曜トレンディー
- マーケットナウ
- 未来ネット
- 週末情報
- ほか